# 애셔 로스
애셔 폴 로스(Asher Paul Roth, 1985년 8월 11일 ~ )는 미국의 래퍼이다.

## 내력
1985년 필라델피아 주 근교의 모리스빌에서 태어나 성장한다. 고등학생이 되면서 친구와 함께 랩을 하게 되었으며, 본격적으로 작사와 녹음 활동을 수행하게 된다. 레코딩한 CD는 고등학교에서 팔았고, 전문 래퍼가 될 것을 결심하였다. 대학에 진학한 후에도 마이스페이스에서 자신의 랩을 꾸준히 업로드를 하여 지명도를 올리기 시작하였다.
2006년 8월 8일, 믹스 테이프 Believe the Hype를 발표하였다.
2008년 6월에, DJ Drama의 믹스테이프에 출연하였고, 이후 스쿠터 브론과 스티브 리프카인드에게 발굴되어 주요 메이저 레이블의 SRC / Universal Records와 계약을 맺는 데 성공한다. 같은 해 8월에는 패션 브랜드 "Undrcrwn" 파티에 참석하였다.
2009년 4월 20일, 데뷔 음반 Asleep in the Bread Aisle을 발표하여, 빌보드 앨범 차트에서 5위를 기록하였다.

## 디스코그래피

### 스튜디오 음반
- Asleep in the Bread Aisle (2009)

### 믹스테이프
- The GreenHouse Effect (2008)
- Seared Foie Gras with Quince and Cranberry (2010)
- Pabst & Jazz (2011)

### EP
- Just Listen (2005)
- The Rawth EP (2010)